# 吸液纸

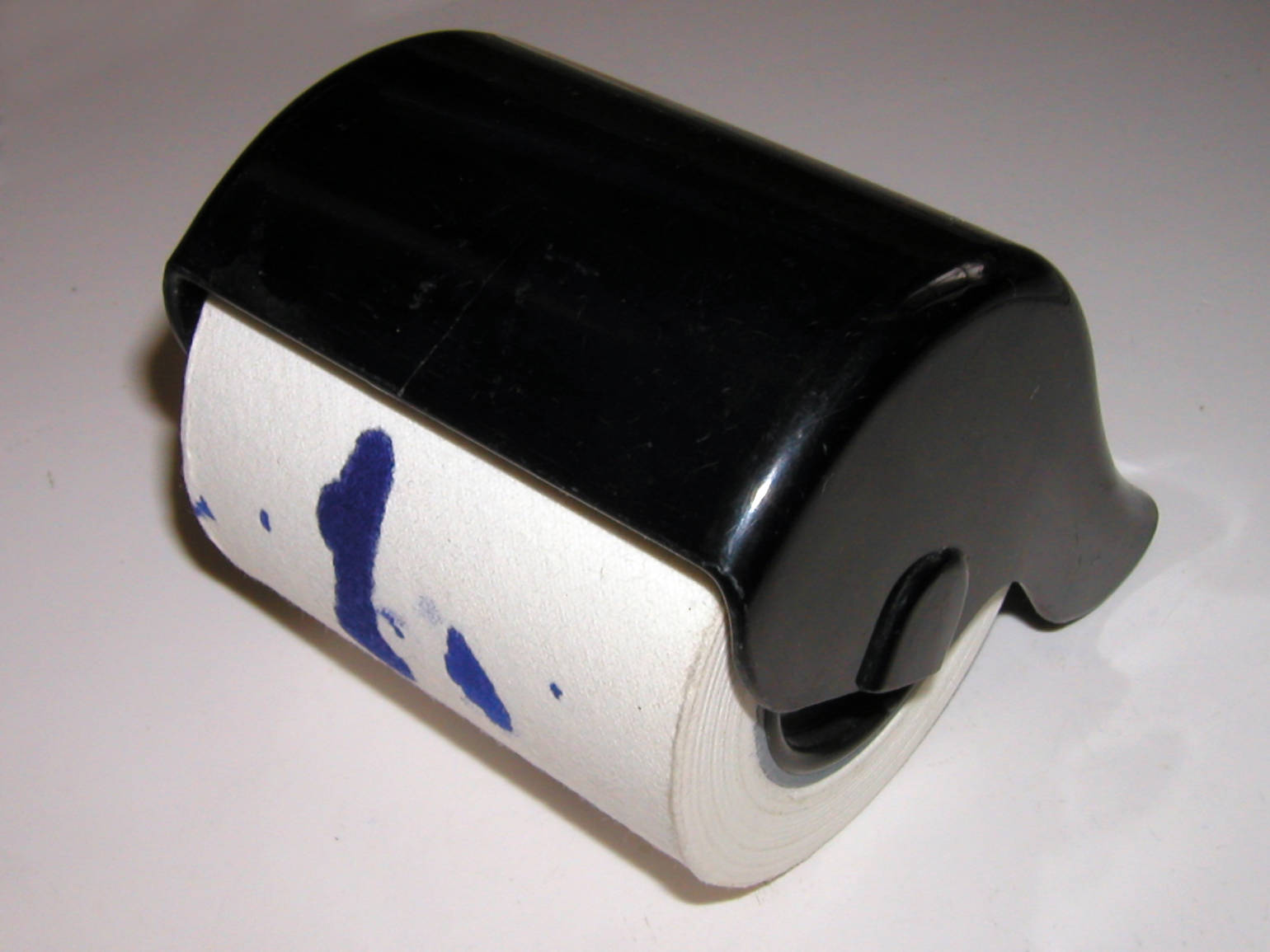
一卷吸墨纸

吸墨纸（Blotting paper）、吸墨水纸，有時也稱為吸水紙（bibulous paper）如顯微鏡學，是用来吸收过量的液体（如墨水、油）的纸。通常用化学木浆或棉布浆制成。纸质粗松、吸水性强。